# Томас, Кэм (баскетболист)
Кэмерон Томас (англ. Cameron Thomas; род. 13 октября 2001, Йокосука, Канагава) — американский профессиональный баскетболист, выступающий за клуб НБА «Бруклин Нетс». Играет на позиции атакующего защитника.

## Профессиональная карьера

### Бруклин Нетс (2021—настоящее время)
Томас был выбран под 27-м пиком на драфте НБА 2021 года командой «Бруклин Нетс». В Летней лиги НБА 2021 года Томас получил награду самого ценного игрока вместе с Дэвионом Митчеллом, в среднем набирая 27 очков за матч, также он был включён в первую символическую сборную турнира. 19 октября 2021 года Томас дебютировал в НБА, выйдя со скамейки запасным в матче против «Милуоки Бакс», записав в свой актив 2 очка.
В преддверии своего второго сезона в НБА, Томас снова попал в первую символическую сборную Летней лиги 2022 года. 10 декабря 2022 года Томас набрал рекордные для себя 33 очка в победном матче против клуба «Индиана Пэйсерс».
4 февраля 2023 года Томас обновил свой личный рекорд результативности, набрав 44 очка в победном матче против «Вашингтон Уизардс». Уже в следующей игре он снова обновил свой рекорд результативности, в проигранном матче против «Лос-Анджелес Клипперс» Томас набрал 47 очков. Он стал вторым самым молодым баскетболистом в истории НБА, которому удалось набрать как минимум 40 очков в двух играх подряд (после Леброна Джеймса). 7 февраля 2023 года Томас набрал 43 очка в проигранном матче против «Финикс Санз». После этой игры Томас стал самым молодым баскетболистом, который набирал как минимум 40 очков в трёх матчах кряду. 10 февраля 2023 года он был оштрафован НБА на 40000 долларов за якобы направленный против геев комментарий во время послематчевого интервью.
25 октября 2023 года Томас набрал 36 очков в матче с «Кливленд Кавальерс» (114:113). Его 36 очков стали самыми результативными в стартовом матче сезона в истории НБА. 6 ноября Томас набрал рекордные в сезоне 45 очков в матче с «Милуоки Бакс» (129:125). 16 декабря Томас набрал 41 очко в матче с «Голден Стэйт Уорриорз» (124:120). Он также превзошел рекорд Бернарда Кинга по количеству 40-очковых игр в истории «Нетс» в возрасте 22 лет и моложе, сыграв свой шестой матч с 40+ очками в карьере.

## Статистика

### Статистика в НБА
| Сезон                                                                                    | Команда | Регулярный сезон | Регулярный сезон | Регулярный сезон | Регулярный сезон | Регулярный сезон | Регулярный сезон | Регулярный сезон | Регулярный сезон | Регулярный сезон | Регулярный сезон | Регулярный сезон | Серия плей-офф | Серия плей-офф | Серия плей-офф | Серия плей-офф | Серия плей-офф | Серия плей-офф | Серия плей-офф | Серия плей-офф | Серия плей-офф | Серия плей-офф | Серия плей-офф |
| Сезон                                                                                    | Команда | GP               | GS               | MPG              | FG%              | 3P%              | FT%              | RPG              | APG              | SPG              | BPG              | PPG              | GP             | GS             | MPG            | FG%            | 3P%            | FT%            | RPG            | APG            | SPG            | BPG            | PPG            |
| ---------------------------------------------------------------------------------------- | ------- | ---------------- | ---------------- | ---------------- | ---------------- | ---------------- | ---------------- | ---------------- | ---------------- | ---------------- | ---------------- | ---------------- | -------------- | -------------- | -------------- | -------------- | -------------- | -------------- | -------------- | -------------- | -------------- | -------------- | -------------- |
| 2021/22                                                                                  | Бруклин | 67               | 2                | 17,6             | 43,3             | 27,0             | 82,9             | 2,4              | 1,2              | 0,5              | 0,1              | 8,5              | 1              | 0              |                | -              | -              | -              | 0,0            | 0,0            | 0,0            | 0,0            | 0,0            |
| 2022/23                                                                                  | Бруклин | 57               | 4                | 16,6             | 44,1             | 38,3             | 86,8             | 1,7              | 1,4              | 0,4              | 0,1              | 10,6             | 2              | 0              | 8,0            | 42,9           | 0,0            | -              | 0,5            | 0,5            | 0,0            | 0,0            | 3,0            |
| 2023/24                                                                                  | Бруклин | 66               | 51               | 31,4             | 44,2             | 36,4             | 85,6             | 3,2              | 2,9              | 0,7              | 0,2              | 22,5             | Не участвовал  | Не участвовал  | Не участвовал  | Не участвовал  | Не участвовал  | Не участвовал  | Не участвовал  | Не участвовал  | Не участвовал  | Не участвовал  | Не участвовал  |
| 2024/25                                                                                  | Бруклин | 25               | 23               | 31,2             | 43,8             | 34,9             | 88,1             | 3,3              | 3,8              | 0,6              | 0,1              | 24,0             | Не участвовал  | Не участвовал  | Не участвовал  | Не участвовал  | Не участвовал  | Не участвовал  | Не участвовал  | Не участвовал  | Не участвовал  | Не участвовал  | Не участвовал  |
|                                                                                          | Всего   | 215              | 80               | 23,2             | 43,9             | 34,5             | 86,0             | 2,6              | 2,1              | 0,5              | 0,2              | 15,1             | 3              | 0              | 8,0            | 42,9           | 0,0            | -              | 0,3            | 0,3            | 0,0            | 0,0            | 2,0            |
| Наведите курсор мыши на аббревиатуры в заголовке таблицы, чтобы прочесть их расшифровку. |         |                  |                  |                  |                  |                  |                  |                  |                  |                  |                  |                  |                |                |                |                |                |                |                |                |                |                |                |

### Статистика в NCAA
| Сезон | Команда | Conf  | Class | GP | GS | MPG  | FG%  | 3P%  | FT%  | RPG | APG | SPG | BPG | PPG  |
| --- | ------- | ----- | ----- | -- | -- | ---- | ---- | ---- | ---- | --- | --- | --- | --- | ---- |
| 2020/21 | ЛСЮ     | SEC   | FR    | 29 | 29 | 34,0 | 40,6 | 32,5 | 88,2 | 3,4 | 1,4 | 0,9 | 0,2 | 23,0 |
| Всего | Всего   | Всего | Всего | 29 | 29 | 34,0 | 40,6 | 32,5 | 88,2 | 3,4 | 1,4 | 0,9 | 0,2 | 23,0 |
| Наведите курсор мыши на аббревиатуры в заголовке таблицы, чтобы прочесть их расшифровку Статистика приведена с сайта sports-reference.com |         |       |       |    |    |      |      |      |      |     |     |     |     |      |